# Truppentransporter

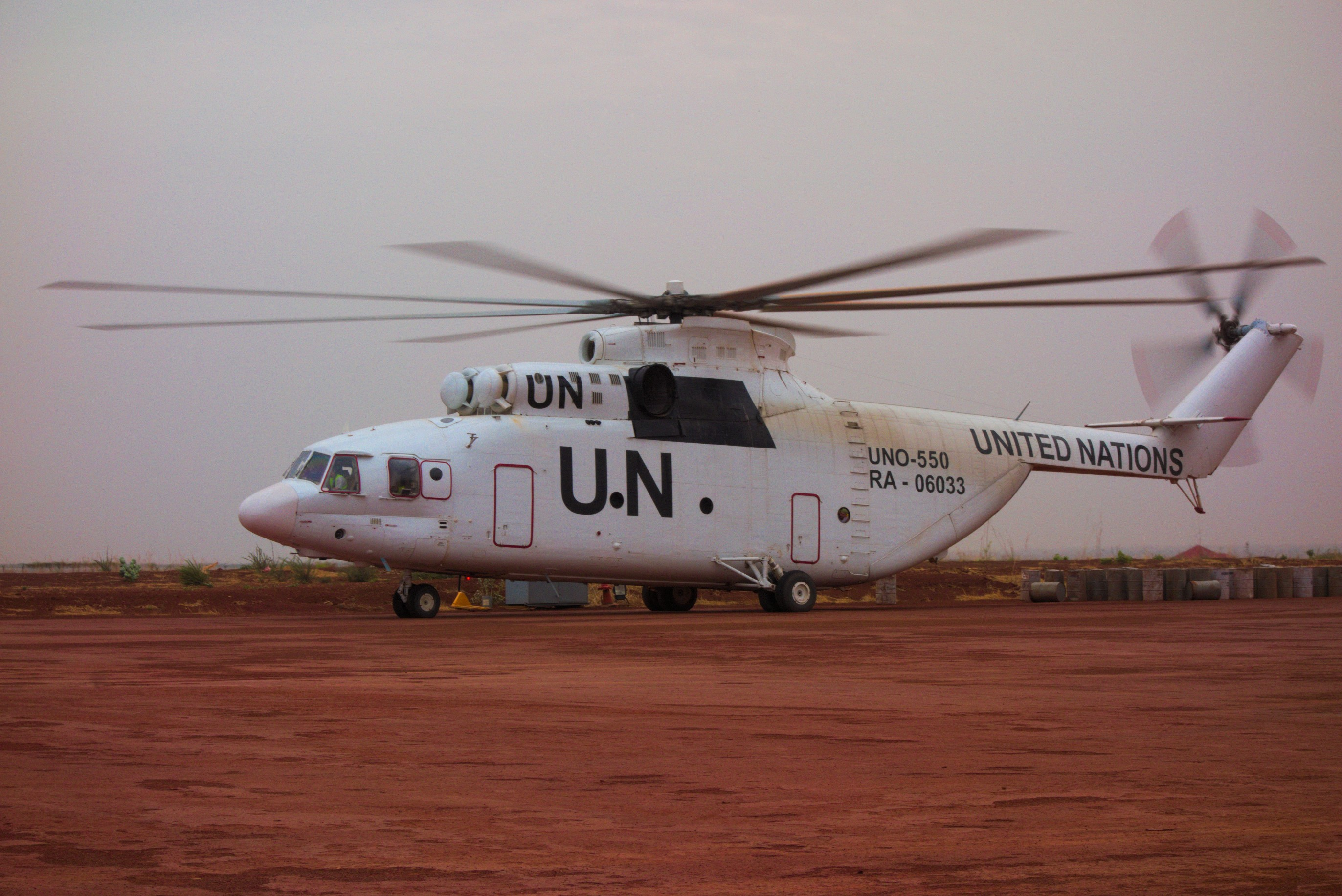
Von UNMISS im Südsudan eingesetzte Mi-26T

Ein Truppentransporter ist meist ein Militärfahrzeug, das zu Lande, zu Wasser oder in der Luft mehrere Personen transportieren kann. Weitere Anwendungsgebiete bieten sich aber auch z. B. bei Sicherheits- oder Rettungskräften, um das Personal zum Einsatzort zu bringen.

## Anwendungsgebiete

### Zu Lande

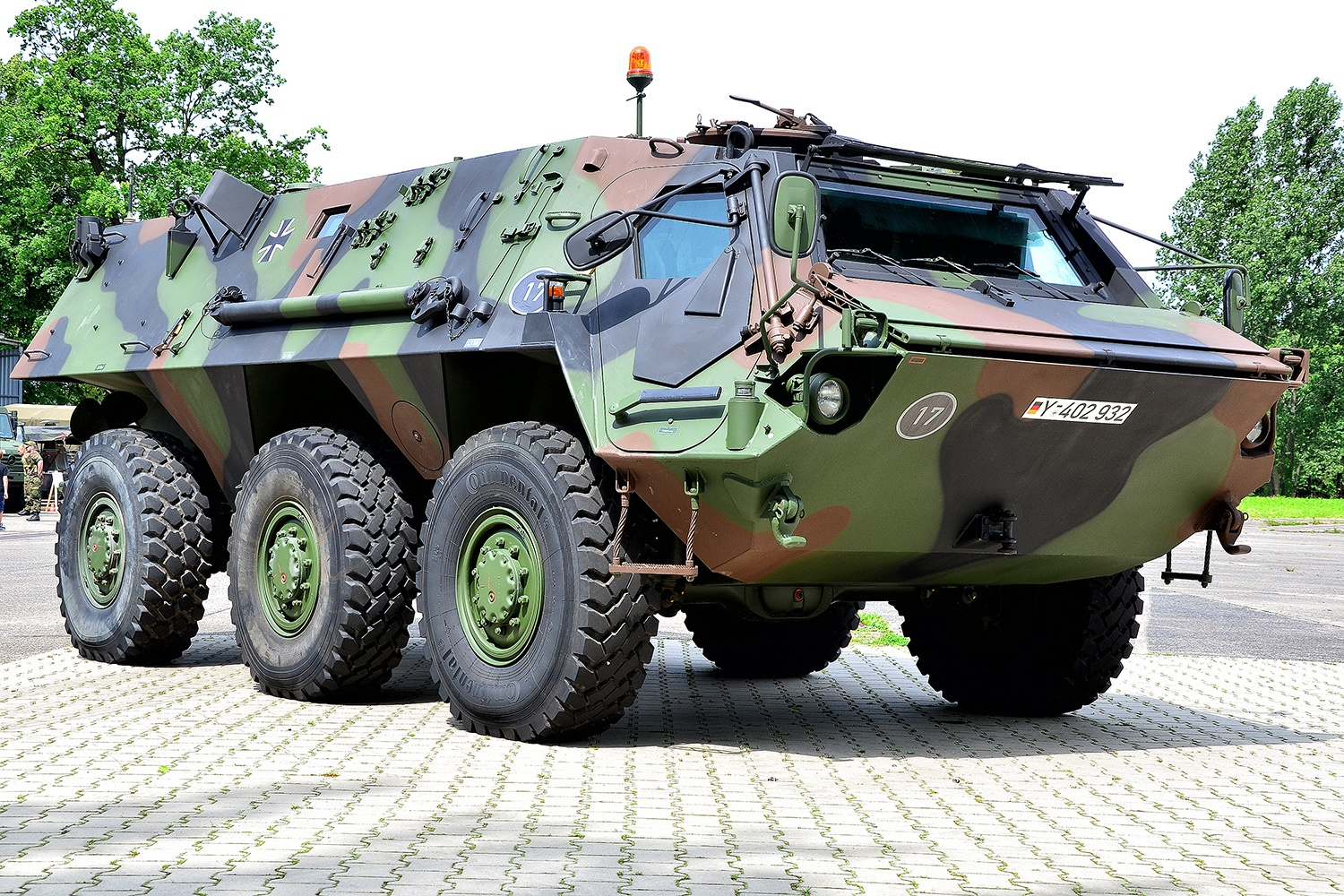
Transportpanzer Fuchs der Bundeswehr

Zu Lande eignen sich besonders großräumige Fahrzeuge mit Rad- oder Kettenantrieb, die viele Personen (oder beim Militär auch Kriegsgerät) transportieren können. Transportpanzer sind oft schwimmfähig, größere Gewässer können mit Amphibienfahrzeugen überwunden werden. Sicherheits- oder Rettungskräfte benutzen meist LKW, Geländewagen oder Kleintransporter.

#### Transportpanzer, Beispiele
- Mannschaftstransporter M113 : Kettenfahrzeug, 8 bis 11 Soldaten
- Transportpanzer Fuchs : Radfahrzeug, 8 Soldaten oder 4 Verwundete (liegend)

### Zu Wasser

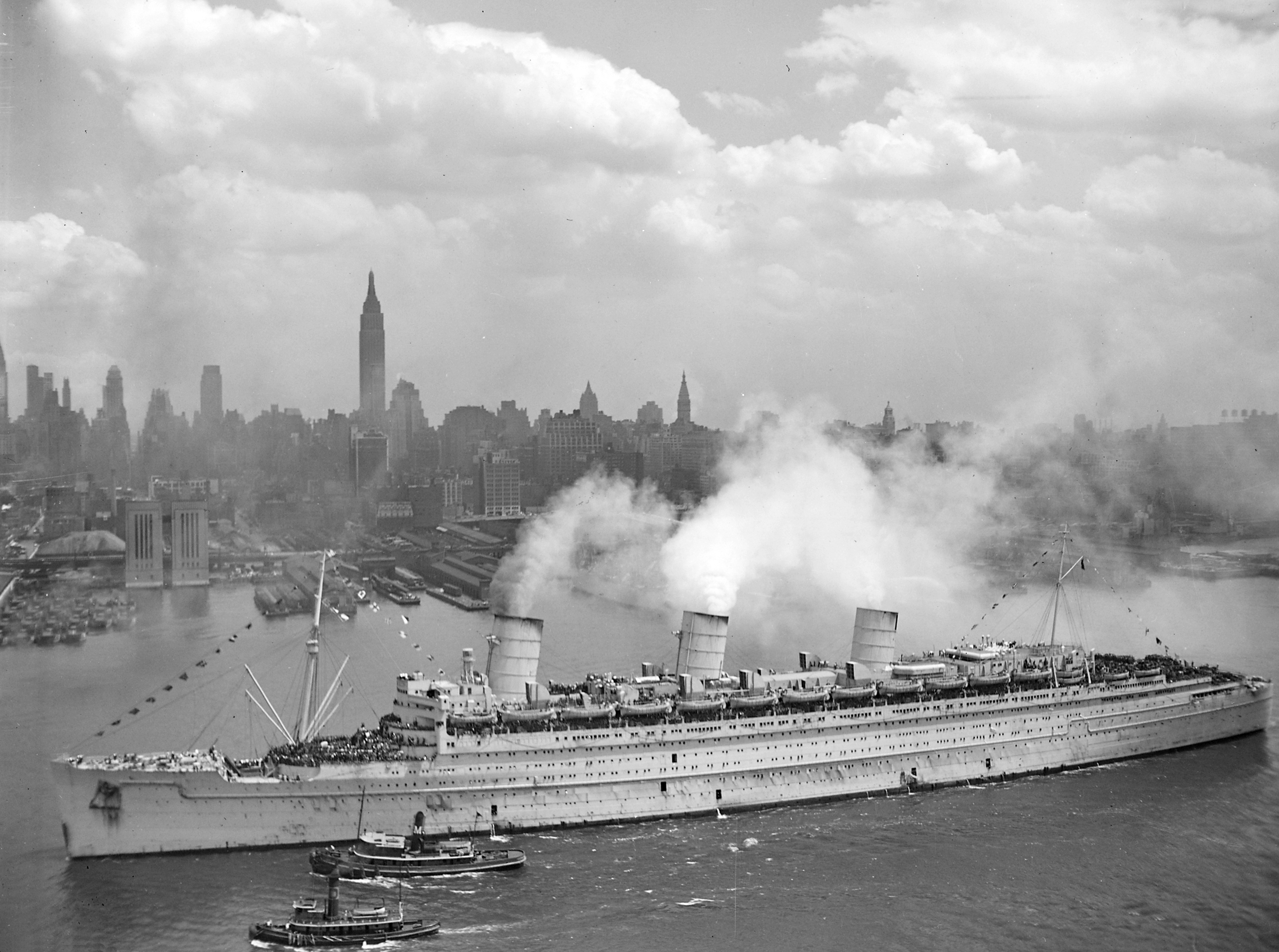
Die Queen Mary transportierte mehr als 800.000 Soldaten im Zweiten Weltkrieg

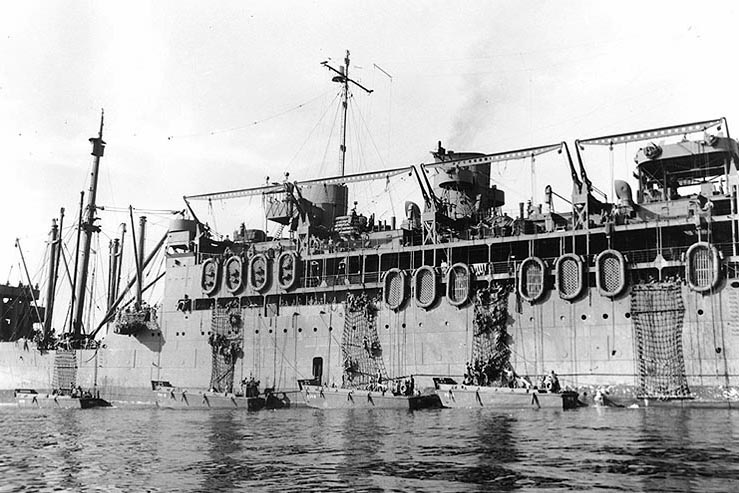
USS McCawley (APA-4) bei einer Übung 1943

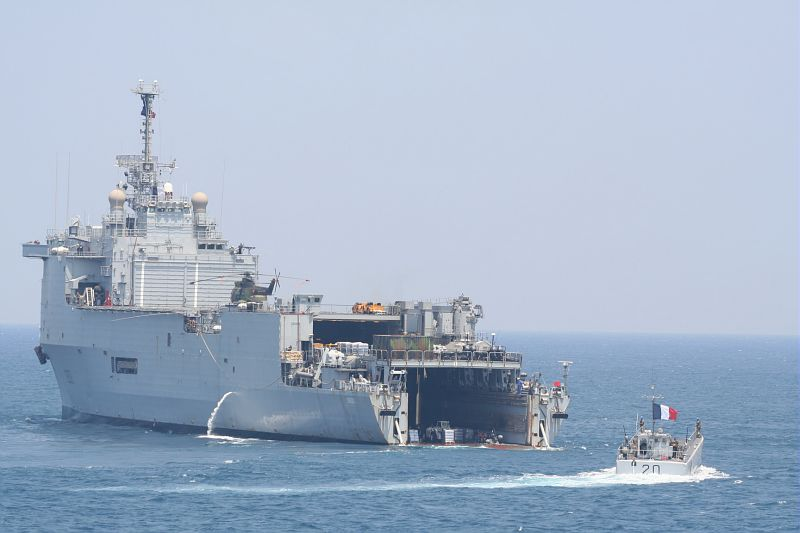
Siroco mit geöffnetem Dock, anlaufendem Landungsboot, Hubschrauber an Deck

Geeignet sind Wasserfahrzeuge, die eine große Tragfähigkeit besitzen, um Passagiere und Material transportieren zu können. Mit Passagierschiffen können mehrere Tausend Soldaten von Kontinent zu Kontinent verlegt werden.
Spezielle Truppentransporter werden vom Militär bei der amphibischen Kriegsführung eingesetzt, wie Docklandungsschiffe oder Landungsboote. Die amerikanische Marine bezeichnet derartige Schiffe auch als „Angriffstransporter“ (attack transport). Auch mit Luftkissenfahrzeugen können Truppen an Land gebracht werden.
Französische Docklandungsschiffe wurden beispielsweise eingesetzt bei:
- Unterstützung der „Extraction Force“ (XFOR) in Mazedonien während des Kosovokriegs 1999
- Unterstützung der internationalen Schutztruppe INTERFET in Osttimor 1999
- Evakuierung von ausländischen Staatsbürgern aus dem Libanon 2006
- Unterstützung der Hilfsmaßnahmen nach dem Erdbeben in Haiti 2010

#### Truppentransporter, Beispiele
- Queen Mary , Passagierschiff: transportierte im Dezember 1942 16.082 Soldaten auf einer einzigen Fahrt
- Queen Elizabeth 2 , Passagierschiff: schneller Truppentransporter im Falklandkrieg 1982
- Siroco (L 9012) , Docklandungsschiff mit folgender Transportkapazität und Ausstattung:
  - 470 Personen dauerhaft, 2000 Personen im Katastropheneinsatz bis zu 3 Tagen
  - 150 Fahrzeuge, davon bis zu 22 gepanzerte
  - 1880 t Material
  - 2 bis 10 Landungsboote im Dock
  - 2 bis 4 Hubschrauber im Hangar
  - Lazarett mit zwei Operationssälen und zwei Intensivbetten

### In der Luft

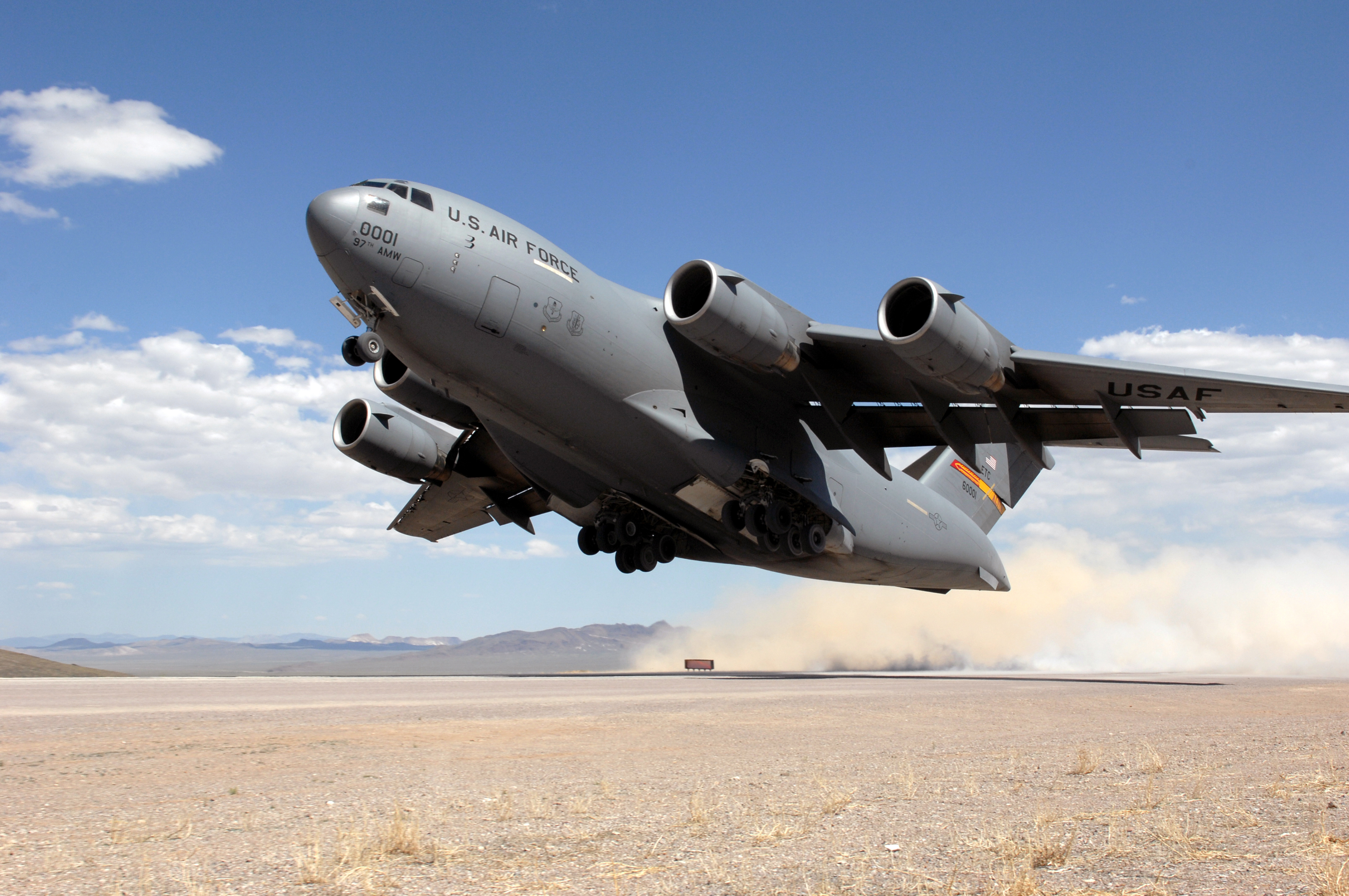
Start einer C-17A „Globemaster III“ auf unbefestigten Landeplatz

Hier eignen sich große Transportflugzeuge oder Transporthubschrauber, die Personen und Material sehr schnell zum Einsatzort bringen können. Vorteile haben besonders Bauarten, die auch auf unbefestigten Landeplätzen eingesetzt werden können. Bei militärischen Operationen werden sog. Fallschirmjäger über einem Einsatzgebiet abgesetzt.

#### Transportflugzeuge, Beispiele

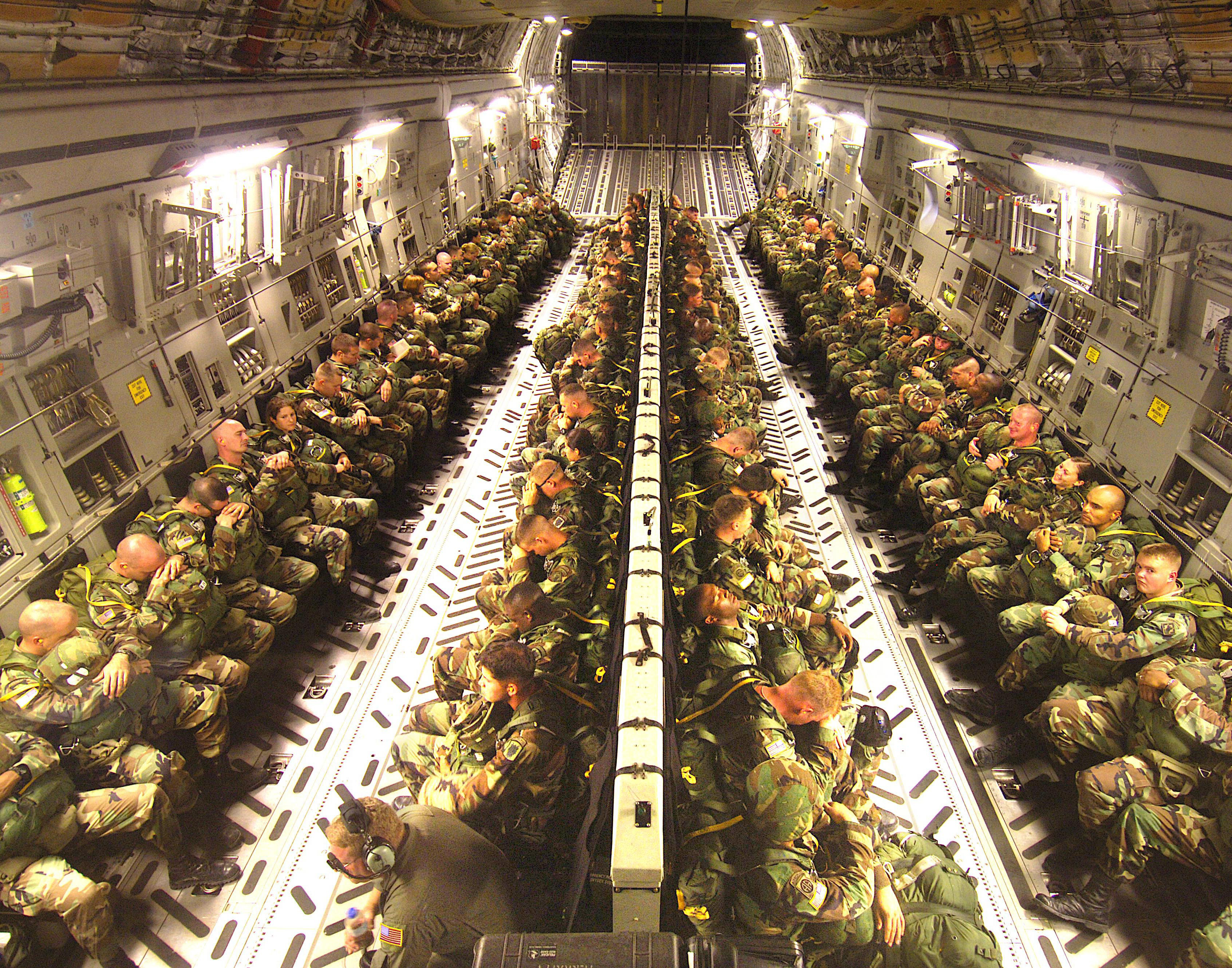
Beförderung von Fallschirmjägern auf dem Hauptdeck einer C-17

- Antonow An-124 : 88 Soldaten und 130 Tonnen Fracht, der Frachtraum ist nicht als Druckkabine ausgeführt
- C-5 Galaxy : 345 Soldaten
- C-17 Globemaster : 102 Fallschirmjäger mit Ausrüstung
- C-141 Starlifter : wahlweise 155 Soldaten, 123 Fallschirmjäger oder 80 Krankentragen
- Transall C-160 /: 93 Soldaten oder 61–88 Fallschirmjäger oder 62 Tragen

#### Transporthubschrauber, Beispiele
- Aérospatiale SA 321 /: 27 Soldaten oder 15 Tragen
- Mil Mi-26 : 82 Soldaten oder 68 Fallschirmjäger